# 阿羅馬公園 (伊利諾伊州)
阿羅馬公園（英語：Aroma Park）是一個位於美國伊利諾伊州坎卡基縣的城市。

## 地理
阿羅馬公園的座標為41°04′44″N 87°48′19″W / 41.07889°N 87.80528°W，而該地的平均海拔高度為187米（即614英尺）。

## 人口
根據2010年美國人口普查的數據，阿羅馬公園的面積為5.69平方千米，當中陸地面積為4.86平方千米，而水域面積為0.83平方千米。當地共有人口743人，而人口密度為每平方千米130.58人。